# Tony Warren
Tony Warren, geboren als Anthony McVay Simpson (Pendlebury (City of Salford), 8 juli 1936 – 1 maart 2016) was een Brits scenarioschrijver.

## Biografie
Warren werd bekend als scenarioschrijver voor de sitcom Coronation Street. In 1960 schreef Warren de 13 oorspronkelijke afleveringen. Omdat het programma groot succes kende, bleef hij scenario's schrijven tot 1968. Warren ontving veel onderscheidingen gerelateerd aan zijn werk voor Coronation Street. Zo was hij lid van de Orde van het Britse Rijk.
Warren kwam reeds in de jaren 60 uit de kast door zich openlijk te uiten als homoseksueel in een tijd dat homoseksualiteit in Groot-Brittannië verboden was. 
Warren overleed in 2016 op 79-jarige leeftijd.
- Gemeinsame Normdatei: 1225502330
- International Standard Name Identifier: 0000 0001 2392 0684
- Library of Congress Control Number: n94010570
- Nationale Bibliotheek van Israël: 987007281091105171
- Nederlandse Thesaurus van Auteursnamen: 086449001
- Virtual International Authority File: 160570501
- WorldCat: E39PBJtrPDDhgBV9tqMR64bPQq